# Aquarius 1999
"Aquarius 1999" är en låt med Igor Nikolajev och Lisa Nilsson.
Låten skrevs av Igor Nikolajev och Ingela Forsman. Den släpptes som singel 1989. Nikolajev framförde låten med Lena Philipsson i Jacobs stege och med Lisa Nilsson på Grammisgalan. Låten finns med på Nilssons debutalbum Lean on Love samt på Nikolajevs album Fantastika.